# Procaris chacei
Procaris chacei é uma espécie de crustáceos marinho da família Procarididae. A espécie, um pequeno camarão com cerca de 10 mm de comprimento, é um endemismo das águas em torno das Bermudas, sendo o único local de ocorrência conhecido uma caverna (Green Bay Cave em Hamilton Parish, Bermuda) inundada pelo mar. A espécie é estigobítica.